# Двадцать четыре генерала Такэды Сингэна

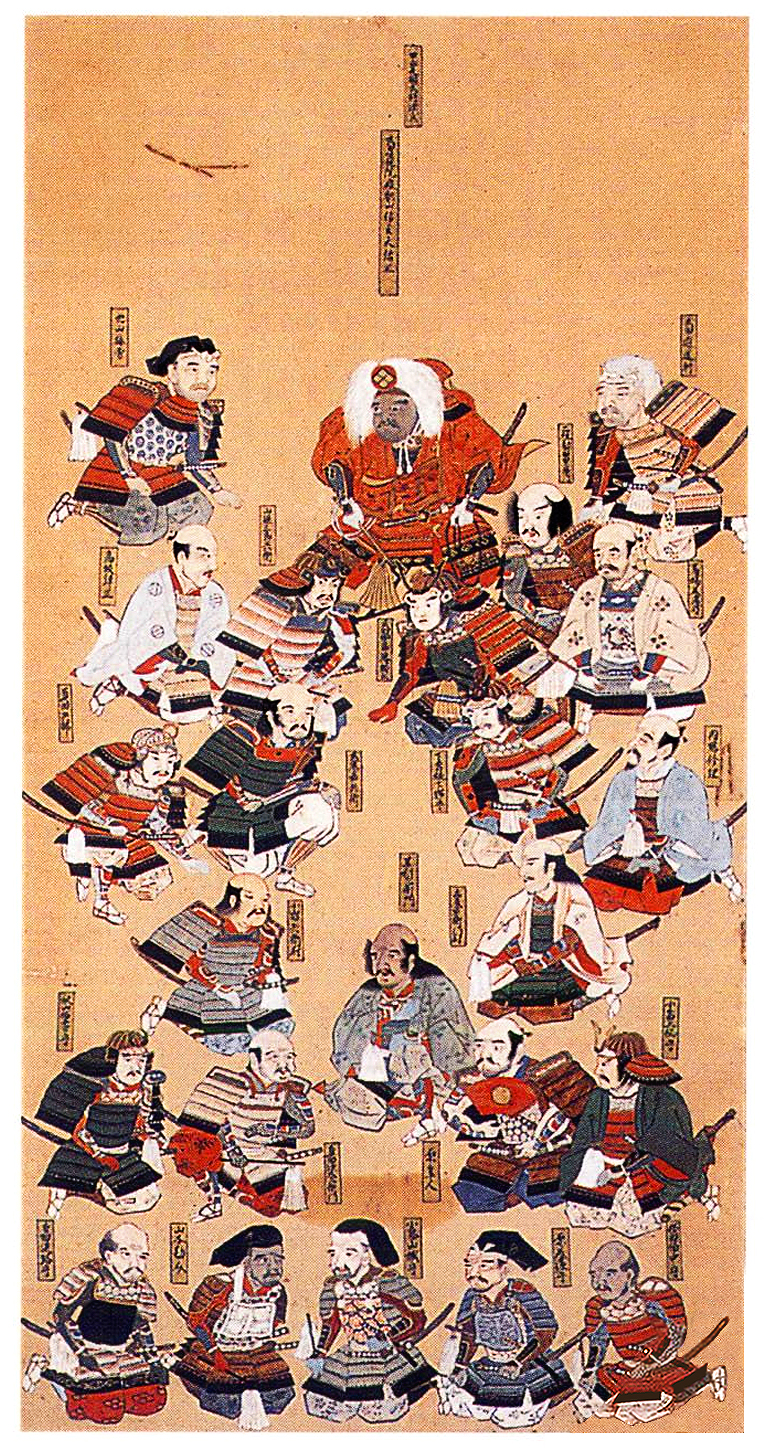
Картина, на которой изображены и подписаны все двадцать четыре генерала

Двадцать четыре генерала (武田二十四将, Takeda Nijūshi-shō) — одно из многочисленных объединений боевых командиров эпохи Сенгоку. Являлись наиболее доверенными спутниками Такэды Сингэна. Треть из них погибла в битве при Нагасино 1575 года, к моменту окончательного разгрома клана Такэда в 1582 году в его услужении оставалось лишь три генерала.

## Состав
- Акияма Нобутому — умер во время второй осады замка Ивамура.
- Амари Тораясу — умер в битве при Уэдахаре в 1548 году[2].
- Анаяма Нобутада — после битв при Микатагахара и Нагасино вступил в союз с Токугава Иэясу, которому помог одолеть Такэду Кацуёри.
- Баба Нобухару — участвовал в битвах при Микатагахара и Нагасино (командовал авангардом на правом фланге армии Такэды), в последней и умер[3].
- Хара Масатанэ — ум. в битве при Нагасино (1575 г.)[4]
- Хара Торатанэ
- Итидзё Нобутацу — младший брат Сингэна, участвовал в битве при Нагасино[5]
- Итагаки Нобуката — ум. в битве при Уэдахаре (1548 г.)[2]
- Косака Масанобу — участвовал в четвёртой битве при Каванакадзиме (1561 г.)
- Наито Масатоё
- Обата Масамори — участвовал в битве при Нагасино
- Обата Такамори — ум. в 1561 г.
- Обу Торамаса

## В культуре
В период Эдо двадцать четыре самурайских командира были популярной темой бунраку и укиё-э.
В компьютерной игре Shogun: Total War присутствуют 25 генералов клана Такеда.